# Bežište
Bežište (cyr. Бежиште) – wieś w Serbii, w okręgu pirockim, w gminie Bela Palanka. W 2011 roku liczyła 89 mieszkańców.